# Tetramerinx nigripes
Tetramerinx nigripes är en tvåvingeart som beskrevs av Stein 1911. Tetramerinx nigripes ingår i släktet Tetramerinx och familjen husflugor. Inga underarter finns listade i Catalogue of Life.